# TV 챔피언
《TV 챔피언》은 대한민국의 KBS에 1994년 10월 16일부터 1995년 4월 30일까지 방영된 예능 프로그램이다.

## 기획 의도
연예인 중심의 오락프로를 지향해, 강한 체력을 바탕으로 인간의 한계에 도전하는 출전자들의 모습에서 강인한 정신력과 체력의 중요성을 일깨우는 제기 마련.

## 방송 시간
- KBS 2TV - 1994년 10월 16일 ~ 1995년 4월 30일 : 매주 일요일 오전 10시 ~ 11시 10분

## 역대 진행자
- 장재근
- 김정식

## 역대 게임
- 청동화로 옮기기
- 닫히는 성
- 진흙탕 대결
- 통나무 끌고 수영하기
- 인간 대포알
- 연자방아 돌리기
- 통나무 세워 던지기
- 결승 - 헤라클레스 경기
- 왕중왕 탄생

## 같이 보기
- 출발 드림팀 (1999 ~ 2003년)
- 출발 드림팀 2 (2009 ~ 2016년)
- 우리동네 예체능 (2013 ~ 2016년)
- 올스타